# Quận Andrews, Texas
Quận Andrews, Texas là một quận thuộc tiểu bang Texax, Hoa Kỳ.
Quận Quận Andrews, Texas là một phần của vùng tiểu đô thị Andrew.

## Thông tin nhân khẩu
Theo điều tra dân số 2 năm 2000, quận đã có dân số 13.004 người, 4.601 hộ, và 3.519 gia đình sống trong quận. Mật độ dân số là 9 người trên một dặm vuông (3/km ²). Có 5.400 đơn vị nhà ở với mật độ trung bình là 4 cho mỗi dặm vuông (1/km ²). Cơ cấu chủng tộc gồm 77,08% người da trắng, 1,65% da đen hay Mỹ gốc Phi, 0,88% người Mỹ bản xứ, 0,71% người châu Á, 0,02% người đảo Thái Bình Dương, 16,79% từ các chủng tộc khác, và 2,87% từ hai hoặc nhiều chủng tộc. 40,00% dân số là người Hispanic hay Latino thuộc một chủng tộc nào đó.
Có 4.601 hộ, trong đó 40,70% có trẻ em dưới 18 tuổi sống chung với họ, 63,70% là các cặp vợ chồng sống với nhau, 9,50% có chủ hộ là nữ không có mặt chồng, và 23,50% là không lập gia đình. 21,80% của tất cả các hộ gia đình đã được tạo thành từ các cá nhân và 10,00% có người sống một mình 65 tuổi trở lên đã được người. Bình quân mỗi hộ là 2,81 và cỡ gia đình trung bình là 3,29.
Trong quận, dân số đã được trải ra với 31,50% ở độ tuổi dưới 18, 8,10% 18-24, 27,30% 25-44, 20,50% 45-64, và 12,50% người 65 tuổi trở lên. Tuổi trung bình là 34 năm. Cứ mỗi 100 nữ có 96,30 nam giới. Cứ mỗi 100 nữ 18 tuổi trở lên, đã có 91,20 nam giới.
Thu nhập trung bình cho một hộ gia đình trong quận đã được 34.036 USD, và thu nhập trung bình cho một gia đình là 37.017 USD. Nam giới có thu nhập trung bình 33.223 Mỹ kim so với 21.846 USD đối với phái nữ. Thu nhập trên đầu cho các quận được $ 15,916. Giới 13,90% gia đình và 16,40% dân số sống dưới mức nghèo khổ, trong đó có 20,20% những người dưới 18 tuổi và 12,70% có độ tuổi từ 65 trở lên.